# Kamjanka (rejon iziumski)
Kamjanka (ukr. Кам'янка) – wieś na Ukrainie, w obwodzie charkowskim, w rejonie iziumskim. W 2001 liczyła 1226 mieszkańców.